# زبان‌های جعلی
زبان‌های جعلی زبان‌هایی هستند که در آثار سرشناس وجود دارند درحالی‌که پژوهش‌های زبان‌شناسی، وجود آنها را رد می‌کنند. وجود نداشتن برخی زبان‌های جعلی، ثابت شده است. برای دیگر زبان‌ها، شواهد بسیار کمی وجود دارد که در پژوهش‌های بعدی، وجود آنها رد شده است. به دلیل پژوهش‌های کم، دیدگاه روشنی درباره دیگر زبان‌های جعلی وجود ندارد.
در برخی موارد، زبان‌های ادعایی، ردیابی شده و مشخص شده که یک زبان شناخته شده دیگر هستند. این موضوع هنگامی‌که یک زبان به دلیل مکان یا قومیت‌های نزدیک به هم، نام‌های متفاوتی پیدا می‌کند متداول است.
مشخص شده که برخی زبان‌های ادعایی (مانند زبان کوکورا در برزیل یا زبان تایسا در لوئیزیانا) حقه هستند. دیگر زبان‌ها، اشتباهات غیر عمدی هستند که با وجود اصلاح توسط پدید آورندگان‌شان، در ادبیات باقی می‌مانند. نمونه آن نام «هُگنُت» است. این نام در سال ۱۸۹۲ به دو فهرست واژگان «کولونیال» یکی «تلینگیت» و دیگری «سالیشان» داده شد که به اشتباه زیرمجموعه‌ای از زبان «پاتاگونیایی» انگاشته شدند. این اشتباه در همان سال، ۳ بار درست شد اما تا یک سده پس از آن، نام هُگنُت همچنان زیرمجموعه‌ای از زبان پاتاگونیایی انگاشته می‌شد.
در گینه نو که پر تنوع‌ترین گونه‌های زبانی در جهان را دارد برخی زبان‌های جعلی، چنان اعتبار دارند که بر پایه آنها داده منتشر شده‌ است. نمونه این زبان‌ها «ماپی»، «کیا»، و «آپِر دیگول» هستند که «رولِن» در ۱۹۸۷ آنها را زیرمجموعه‌ای از زبان‌های هند و اقیانوسی دسته‌بندی کرد. اما در حقیقت، این نام‌ها از رودخانه‌هایی گرفته شده‌اند که در پژوهش‌های زبان‌شناسی درباره زبان‌های آویوی بزرگ و زبان‌های اوک در گینه نو از آنها نام برده شده است.